# Retrato de la mujer y los hijos del pintor
Retrato de la mujer y los hijos del pintor es un cuadro de Claudio Lorenzale pintado hacia 1860-1865 que actualmente forma parte de la colección permanente del Museo Nacional de Arte de Cataluña.

## Descripción
Maestro de Fortuny en la Escuela de la Lonja y destacado representante del romanticismo en Cataluña, Claudio Lorenzale protagonizó, junto a otros pintores de su tiempo, un intento de renovación del arte catalán de mediados de siglo XIX. En este impulso regenerador tuvo una importancia capital el contacto con la estética nazarena del grupo de pintores alemanes establecidos en Roma a principios del XIX y que Lorenzale conoció gracias al viaje que, por iniciativa propia, hizo a esta ciudad en la década de 1830. Estimulado por un lenguaje fundamentado en la recuperación de los modelos italianos anteriores a Rafael, Lorenzale reformuló y adaptó esta cultura figurativa a un contenido temático basado en episodios de la historia de Cataluña, que hizo eclosión a partir del 1840. 
Sin embargo, fue el cultivo del retrato, como el de su mujer e hijos que comentamos, lo que más contribuyó a consolidar el prestigio del pintor. Este óleo ejemplifica tanto la asimilación de la nueva sensibilidad romántica como una influencia de los valores sociales y culturales burgueses. La idea de privacidad y la de la confortabilidad del núcleo familiar en torno a su hábitat, en el cual se hace ostentación de una idea de lujo y riqueza a través de elementos suntuosos (mobiliario, objetos decorativos, indumentaria de los retratados), forma parte del sistema de valores defendidos por la nueva clase social emergente en Cataluña.